# Lijst van beschermd erfgoed in de gemeente Bettendorf
In deze lijst van beschermd erfgoed in de gemeente Bettendorf zijn alle geclassificeerde nationale monumenten van de Luxemburgse gemeente Bettendorf opgenomen.

## Monumenten per plaats

### Bettendorf
| Object                                    | Bouwjaar/architect | Locatie | Datum beschermd?     | Coördinaten | Afbeelding |
| ----------------------------------------- | ------------------ | ------- | -------------------- | ----------- | ---------- |
| Kasteel Bettendorf, met aanbouwen en park |                    |         | 26 oktober 2007 (MN) |             |            |

### Moestroff
| Object                                | Bouwjaar/architect | Locatie | Datum beschermd?     | Coördinaten | Afbeelding |
| ------------------------------------- | ------------------ | ------- | -------------------- | ----------- | ---------- |
| Kasteel Moestroff met aanbouw en tuin |                    |         | 26 oktober 2007 (MN) |             |            |

## Bron
- Liste des immeubles et objets classés monuments nationaux ou inscrits à l'inventaire supplémentaire